# Ottaviano Mascherino

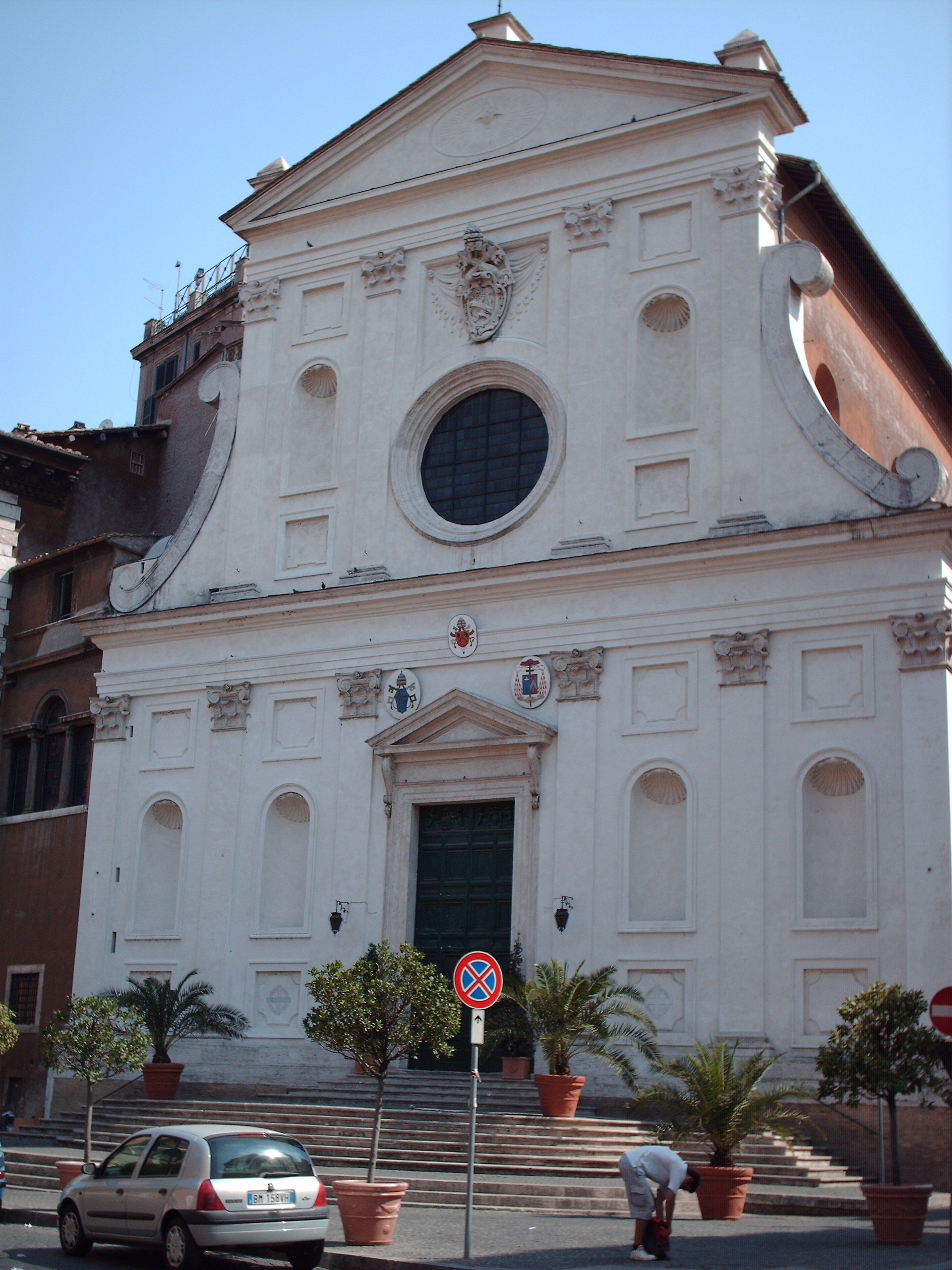
Fasaden till kyrkan Santo Spirito in Sassia.

Ottaviano Mascherino, egentligen Ottaviano Nonni, född 1536 i Bologna, död 6 augusti 1606 i Rom, var en italiensk arkitekt och målare under ungbarocken. Han var elev till Vignola.
Mascherino är mest känd för sitt projekt för Palazzo del Quirinale som bland annat inbegriper en spiraltrappa och en loggia.
I kyrkan San Silvestro al Quirinale har Mascherino ritat det oktogonala Bandini-kapellet, som innehåller fresker av Scipione Pulzone och Domenichino samt skulpturer av Alessandro Algardi och Francesco Mochi.
Vid en tvärgata till Via Giulia ritade Mascherino 1582 den lilla kyrkan Santi Giovanni Evangelista e Petronio dei Bolognesi. 1594 påbörjade Mascherino ombyggnaden av den anrika kyrkan San Salvatore in Lauro. Interiören präglas i hög grad av de trettiofyra korintiska kolonnerna.
I närheten av Vatikanen utförde Mascherino under Sixtus V fasaden till Santo Spirito in Sassia. Vid Via della Conciliazione har han uppfört fasaden till karmelitkyrkan Santa Maria in Traspontina.